# Cerapachys krombeini
Cerapachys krombeini är en myrart som först beskrevs av Horace Donisthorpe 1947.  Cerapachys krombeini ingår i släktet Cerapachys och familjen myror. Inga underarter finns listade i Catalogue of Life.